# Шамбрен, Шарль де (политик)
Шарль де Шамбрен (4 января 1827, Париж — 24 ноября 1880, Удемон) — французский военный и политик, виконт.
Служил во французских африканских колониях в 68-м полку кавалерии. В политику вошёл только в 1876 году, будучи избран в Палату депутатов после вступления в силу Конституции 1875 года; был избран от Марвежоля в департаменте Лозер, сменив своего брата Адальбэ де Шамбрена, от партии монархистов и католиков. Был депутатом с 20 февраля 1876 по 25 июня 1877 года, поддержал государственный переворот 16 марта 1877 года и был переизбран 14 октября того же года при непосредственной поддержке маршала Мак-Магона на выборах, последовавших за роспуском Палаты депутатов. 
Сохранял депутатский мандат до 24 ноября 1880 года. 24 мая 1864 года женился на Генриетте Гуи (1844—1931), после свадьбы проживал с ней в Нанси и Удемоне. Некоторое время занимал также должность мэра Удемона.